# スノーパール
スノーパールは、1998年（平成10年）に東北農業研究センターによって育成されたイネ（稲）の品種。低アミロース米品種の一つ。旧系統名は「奥羽344号」。「農林8号」の低アミロース突然変異系統に「農林8号」を戻し交配して得られた系統である「74wx2N1」と「レイメイ」との交配によって育成された。

## 特徴
東北地方中南部での栽培に適し、熟期は育成地で中生の中である。登熟期の気温が27℃以上になるとアミロース含有率が低くなりすぎ、また逆に登熟期の気温が22℃以下になるとアミロース含有量が上がってしまうため、そのような地域での栽培には向かない。収量は「トヨニシキ」と同等で低アミロース米としては多収である。いもち病真性抵抗性については、いもち病真性抵抗性遺伝子型が「＋」と推定され、育成当時（1998年）の基準において葉いもち病抵抗性が「中」、穂いもち病抵抗性が「やや弱」と評価される。また、耐冷性は「やや弱」と評価されている。「ササニシキ」と比較した場合、いもち病抵抗性は優れ、耐冷性は同程度である。
アミロース含有率は7〜9%。玄米千粒重が24.7gと米粒は大きく、「トヨニシキ」より約13%重い。玄米はやや白濁する。食味は「ひとめぼれ」と比較すると炊飯直後の食味は同等であるが、冷飯での食味はより美味しく、また冷凍保存後の食味も良い。

## 育成経過
育成当時、低アミロース特性を有する品種としては「彩」（北海道立上川農業試験場）、「ソフト158」（北陸農業試験場（現、農研機構中央農業総合研究センター北陸研究センター）、 「ミルキークイーン」（農研機構農業研究センター育成）が農林登録されていたが、「彩」は東北中南部において極早生、「ソフト158」および「ミルキークイーン」は極晩生と適した熟期ではなかった。そこで、「農林8号」に由来する低アミロース系統である「74wx2N2」を早生・多収化することで東北地域に適した低アミロース特性を有する品種を育成することとした。
1984年、東北農業試験場栽培第一部（現、東北農業研究センター）において低アミロース系統「74wx2N-1」（農業生物資源研究所から分譲された）を母、「レイメイ」を父として人工交配が行われた。
1985年にF1個体を圃場で養成した後、1986年は材料数制限のためF2種子を低温貯蔵することとなった。
1987年、1988年はF2世代からF4世代までをガラス温室で世代促進栽培した。1989年に新形質米プロジェクト研究の開始と共に、低アミロース品種の育成のため、本田でF5集団を養成し、個体選抜を行った。選抜した個体は北海道立上川農業試験場に依頼して、アミロースの検定を行った。そして F6世代以降、系統育種法により選抜、固定を図ってきた。
1991年から「UY-36」の名で生産力検定試験、特性検定試験を行い、1992年にF8世代で低アミロース系統として「奥羽344号」の系統名を付けた。新形質米プロジェクト研究の中で「奥羽344号」の加工、利用適性を検討すると共に、各県に配布して地方適性を検討した。
1998年に東北地域に適した熟期であり、かつ民間業者の調査では冷凍米飯などに適するといった特性が認められたため、農林登録を行い（水稲農林337号）、「スノーパール」と命名された。

### 系譜
| 農林8号 | 農林8号 | 農林8号 | 農林8号 | 農林8号 | 農林8号 |         |         | 農林8号低アミロース突然変異 | 農林8号低アミロース突然変異 | 農林8号低アミロース突然変異 | 農林8号低アミロース突然変異 | 農林8号低アミロース突然変異 | 農林8号低アミロース突然変異 |  |  |  |  | フジミノリ | フジミノリ | フジミノリ | フジミノリ | フジミノリ | フジミノリ |  |  |               |
| 農林8号 | 農林8号 | 農林8号 | 農林8号 | 農林8号 | 農林8号 |         |         | 農林8号低アミロース突然変異 | 農林8号低アミロース突然変異 | 農林8号低アミロース突然変異 | 農林8号低アミロース突然変異 | 農林8号低アミロース突然変異 | 農林8号低アミロース突然変異 |  |  |  |  | フジミノリ | フジミノリ | フジミノリ | フジミノリ | フジミノリ | フジミノリ |  |  |               |
|         |         |         |         |         |         |         |         |                             |                             |                             |                             |                             |                             |  |  |  |  |            |            |            |            |            |            |  |  | ←ガンマ線照射 |
|         |         | 74wx2N1 | 74wx2N1 | 74wx2N1 | 74wx2N1 | 74wx2N1 | 74wx2N1 |                             |                             |                             |                             |                             |                             |  |  |  |  | レイメイ   | レイメイ   | レイメイ   | レイメイ   | レイメイ   | レイメイ   |  |  |               |
|         |         | 74wx2N1 | 74wx2N1 | 74wx2N1 | 74wx2N1 | 74wx2N1 | 74wx2N1 |                             |                             |                             |                             |                             |                             |  |  |  |  | レイメイ   | レイメイ   | レイメイ   | レイメイ   | レイメイ   | レイメイ   |  |  |               |
|         |         |         |         |         |         |         |         |                             |                             |                             |                             |                             |                             |  |  |  |  |            |            |            |            |            |            |  |  |               |
|         |         |         |         |         |         |         |         |                             |                             | スノーパール （奥羽344号）  |                             |                             |                             |  |  |  |  |            |            |            |            |            |            |  |  |               |